# Alexanderpalast

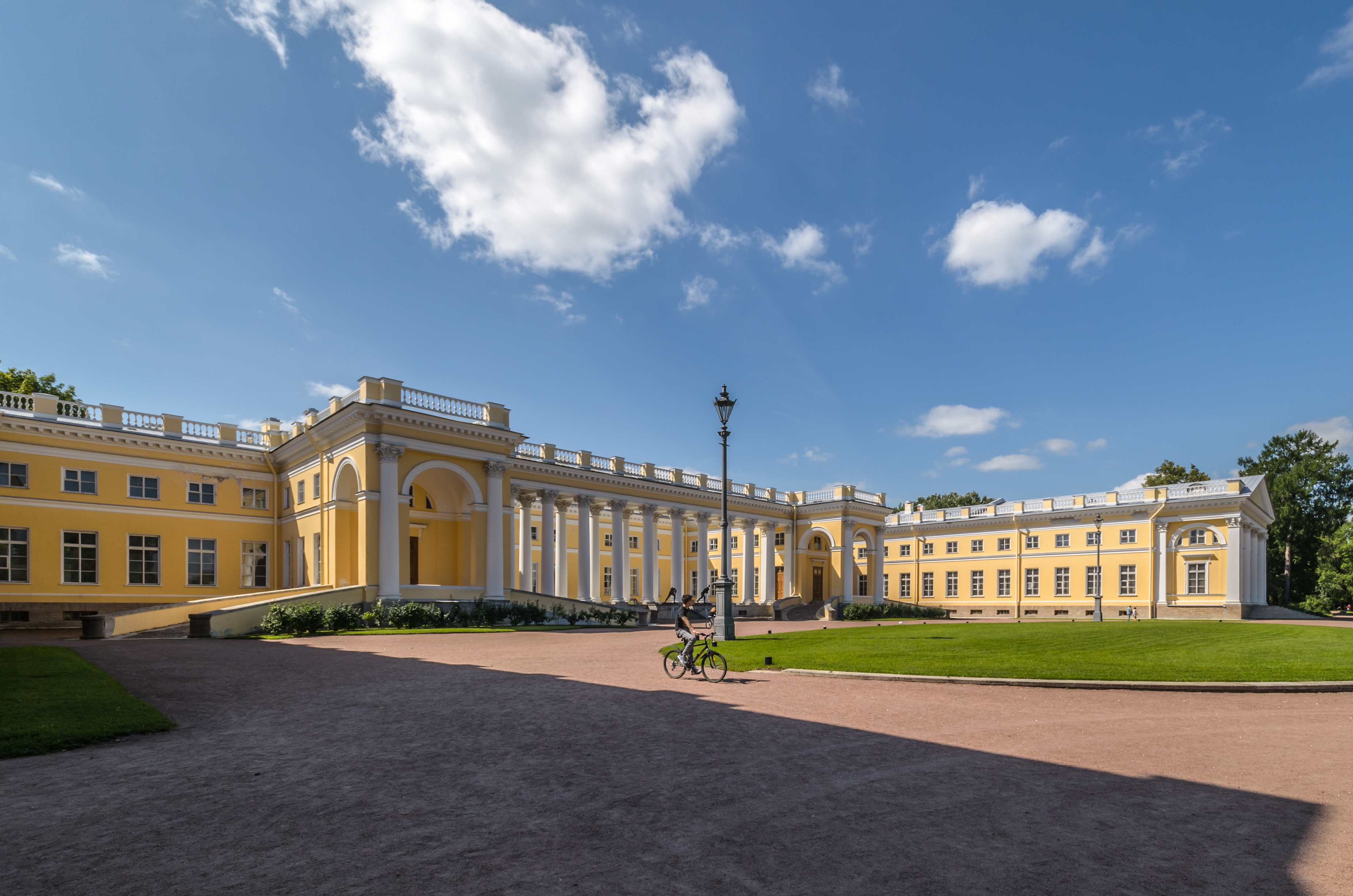
Ehrenhof des Alexanderpalastes

Der Alexanderpalast (russisch Александровский дворец) war die bevorzugte Residenz des letzten russischen Kaisers Nikolaus II. Er liegt in Zarskoje Selo bei Sankt Petersburg. Der klassizistische Flügelbau mit 10 mächtigen repräsentativen korinthischen Säulen vor dem Ehrenhof und als Verbindung zwischen den Flügeln sowie mit den von Säulen flankierten hohen Rundbogen der Flügelfronten, bekrönt durch eine umlaufende Balustrade auf dem Flachdach, wurde von Giacomo Quarenghi geplant und 1792–96 erbaut.

## Geschichte
Der Palast wurde von Katharina der Großen für ihren Lieblingsenkel, den zukünftigen Kaiser Alexander I., zu seiner Hochzeit 1793 mit Louise von Baden in direkter Nachbarschaft zum Katharinenpalast erbaut.
Seit Alexander den Alexanderpalast seinem Bruder, dem zukünftigen Kaiser Nikolaus I., überlassen hatte, diente er als Sommerresidenz für die Thronfolger. Zwischen 1830 und 1850 wurde der Palast umgestaltet und dem Zeitgeschmack angepasst. Die Pläne dafür stammen unter anderem von D. Cerfolio, A. Thon, D. Yefimov und Andrei Stakenschneider. Die Gemahlin von Nikolaus I., die Kaiserin Alexandra (Charlotte von Preußen), verstarb 1860 im Alexanderpalast.
Der letzte Kaiser Nikolaus II. schätzte mit seiner Frau Alexandra (Alix von Hessen-Darmstadt) den Palast sehr. Nach dem Petersburger Blutsonntag 1905 verlegte der Zar seinen ständigen Wohnsitz vom Winterpalast in den Alexanderpalast. Alexandra ließ den Palast im Jugendstil neu einrichten. Nach seiner Abdankung am 2. Märzjul. / 15. März 1917greg. wurden Nikolaus II. und seine Familie bis zu ihrer Deportation im Alexanderpalast unter Hausarrest gestellt.
Bis zum Zweiten Weltkrieg diente der Alexanderpalast als Museum. Die deutsche Militärführung nutzte den Palast, der im Krieg nicht zerstört wurde, als Kommandozentrale und legte im Garten einen Friedhof für gefallene SS-Soldaten an. Nach dem Krieg wurden im Alexanderpalast Kunstschätze gelagert, nach Übergabe an die Sowjetische Marine wurde er auch als Waisenhaus genutzt. Seit 1997 kann der Palast wieder besichtigt werden.